# 蔡瀚億
蔡瀚億（英語：BabyJohn Choi Hon Yick，原名蔡銘彥，1986年12月8日—），香港男演員，曾演出不同廣告及舞台劇，成名作為《狂舞派》。

## 背景
蔡瀚億在荔枝角美孚新邨成長，畢業於天主教善導小學以及九龍華仁書院（在校時與填詞人陳詠謙為同級同學）。他在香港中學會考中只取得個位數的成績分數。蔡瀚億本來決定入讀香港演藝學院，但由於香港演藝學院要求學生要於會考舉行前先報名而他沒有做到，以致未能及時入讀。另外，蔡瀚億又打算到外國升讀戲劇學院，然而這些院校規定學生要在13歲前報名。因此他唯有把中五畢業後一年的時間都用來向歌手張崇德學習唱歌。同時在芭蕾舞學校作鋼琴伴奏和到別處學習彈奏結他賺取外快。之後蔡瀚億向香港演藝學院的師兄師姐詢問入學建議。結果，他成功獲表演系取錄，並完成了為期5年的課程。他在學院讀了兩年後曾經因未能融入同學跟校園生活而想放棄學位。後來在第三學年開始後受導師啟發，而自己又不想浪費支付了的學費。最後決定繼續完成學業。
蔡瀚億在2009年畢業於香港演藝學院表演系，期間兩度獲取獎學金。在校期間，曾經憑《雲雀》及《例外與常規》獲傑出演員獎，及以《只有香如故》中裴禹一角獲2010年度第二屆小劇場獎優秀男演員提名。2010-11年度被選為中英劇團劇季演員。2013年他憑《狂舞派》柒良一角一舉成名，演技備受讚賞，例如周潤發稱讚他很有喜劇感，於第33屆香港電影金像獎奪得「最佳新演員」。
蔡瀚億亦有演出廣告。於2010年，他憑TEMPO紙巾廣告在香港電視廣告大獎中獲得最佳男主角獎。音樂方面，他考獲8級鋼琴，亦曾跟隨張崇德學習聲樂。他也曾為有線電視CEN頻道擔任主持。
2013年5月，蔡瀚億与拍拖7年的舞台劇演員兼女朋友Donut結婚。他的妻子是他就讀香港演藝學院時的同學。
他的英文名字，源自他中二時首次演舞台劇《西城故事》時飾演的角色，有不忘初志的意思。
2014年，蔡瀚億憑首部電影《狂舞派》柒良一角在第33屆香港電影金像獎獲得最佳新演員，此片為他帶來不少工作機會，蔡其後更接了兩部電影。
2017年，蔡瀚億憑電影《拆彈專家》中黃天諾一角獲觀眾封為「催淚瀚」，事關片中他被匪徒挾持，最後更命喪炸彈下，該幕令全場觀眾泣不成聲。
2017年，蔡瀚億演出他的首部電視劇《老表，畢業喇！》，飾演富二代「史德華」，他夾雜不純正的口音，希望增加喜感。接受訪問時表示與前輩合作拍劇時，他有點不安，首日與蔡少芬開工時，還要靠提及與蔡少芬丈夫張晉合作的往事，來打破與她的隔膜。
2019年，蔡瀚億入行七年已演出接近三十部電影作品，當中包括《殺破狼2》、《葉問3》、 賀歲片《12金鴨》及《小男人週記3之吾家有喜》、以及《救殭清道夫》...等。蔡瀚億於 2017年上半年有四部電影上映，四部電影均被列入2017年度上半年最高票房電影十大。他參演的第二套TVB電視劇《荷里活有個大老千》於2019年年初播出。
2019年5月，蔡瀚億約滿經理人公司HMV數碼中國，並決定自組公司，命名為「小紙製作有限公司」，將所學到的在電影工業中繼續奮鬥及感染出去。
同月蔡瀚億拍攝自組公司後首部電影《殘影空間》，此電影同屬蔡瀚億首次當男主角電影《救殭清道夫》的投資公司及老闆，別具意義。
2019年6月，蔡瀚億作新嘗試，為商業二台叱咤903節目《口水多過浪花》擔任一連五天嘉賓主持。
2019年12月起，蔡瀚億參與了由香港電視娛樂ViuTV製作的晚吹清談節目《空肚講宵夜》，另外兩位主持為梁祖堯及陳俞希。
2023年，首次參演ViuTV原創劇《大誠實家》。

## 演出

### 電影
| 上映年度 | 劇名                         | 角色           | 備註   |
| -------- | ---------------------------- | -------------- | ------ |
| 2008     | 內衣少女                     | 男同事         |        |
| 2013     | 狂舞派                       | 柒良           |        |
| 2013     | 不能愛                       |                | [ 12 ] |
| 2013     | 當C遇上G7                    |                |        |
| 2014     | Delete愛人                   | 溫特福         |        |
| 2014     | 恐怖在線                     | 陳家樂(B仔)    |        |
| 2015     | 12金鴨                       | 流雲           |        |
| 2015     | 媽咪侠                       |                |        |
| 2015     | 殺破狼2                      | 郭俊一         |        |
| 2015     | 壹獄壹世界：高登闊少踎監日記 | 伍志強         |        |
| 2015     | 有客到                       | Roy            |        |
| 2015     | 燈塔下的戀人                 | 細堅           |        |
| 2015     | 哪一天我們會飛               | 旅行社年輕老公 |        |
| 2015     | 葉問3                        | 報紙記者       |        |
| 2016     | 惡人谷                       | 志偉           |        |
| 2016     | 驚心破                       | 仔仔           |        |
| 2016     | 江湖悲劇                     | 小東           |        |
| 2017     | 小男人週記3之吾家有喜        | 王皓           |        |
| 2017     | 救殭清道夫                   | 張春天         |        |
| 2017     | 29+1                         | 張漢明         | [ 13 ] |
| 2017     | 拆彈專家                     | 黃天諾         |        |
| 2017     | 明月幾時有                   |                |        |
| 2017     | 西謊極落之太爆太子太空艙     | 阿鋒           |        |
| 2018     | L風暴                        | 陳俊輝         |        |
| 2019     | P風暴                        | 蕭光漢         |        |
| 2019     | 催眠·裁決                    | 陳永晞         |        |
| 2020     | 拆彈專家2                    | 張志文/博士    |        |
| 2020     | 一秒拳王                     | 清道夫         |        |
| 2021     | 狂舞派3                      | 蔡志良         |        |
| 2021     | G風暴                        | 蕭光漢         |        |
| 2023     | 殘影空間                     | 張老師         |        |
| 2023     | 暗殺風暴                     | 尹劍           |        |

### 電視劇集
| 首播年份 | 電視台   | 劇名           | 角色            | 備註   |
| -------- | -------- | -------------- | --------------- | ------ |
| 2014     | 香港電台 | 總有出頭天     | 梁永佳（Kai少） |        |
| 2014     | 香港電台 | 總有出頭天II   | 梁永佳（Kai少） |        |
| 2017     | 無綫電視 | 老表，畢業喇！ | 史德華          |        |
| 2019     | 無綫電視 | 有個大老千     | 舒奇            |        |
| 2020     | ViuTV    | 性敢中環       | Henry           | 網絡劇 |
| 2023     | ViuTV    | 大誠實家       | 盧文乃          |        |
| 2025     | ViuTV    | 哪一天我們會紅 | 子河車          |        |

### 微電影／短片
- 2014年：《狂掃派》[14]

### 舞台劇
- 《只有香如故》
- 《科學怪人》
- 《唯獨袮是王2010》
- 《蝶影紅梨記》
- 《旭日》

### 綜藝節目
| 首播年份 | 電視台     | 劇名              | 角色       | 備註          |
| -------- | ---------- | ----------------- | ---------- | ------------- |
| 2019至今 | ViuTV      | 晚吹 - 空肚講宵夜 | 主持       | 綜藝節目      |
| 2020     | ViuTV      | 全民造星III       | 擔任評判   | 綜藝節目      |
| 2020     | 香港開電視 | 難得有傳人        | 主持       | 文化資訊節目  |
| 2021     | ViuTV      | 囝囝女女730       | 第18集嘉賓 | 綜藝節目      |
| 2021     | ViuTV      | 直播王            | 主持       | 綜藝/選秀節目 |
| 2021     | ViuTV      | 宵夜燒到過埋夜    | 主持       | 綜藝節目      |

## 配音
- 2013年：與龍同行3D大電影
- 2014年： 古惑松鼠之飢餓任務  (粵語版)
- 2014年： 麥兜我和我媽媽 (粵語版) 聲演 麥兜 — 神探波比
- 2016年： 櫻桃小丸子 劇場版 來自意大利的少年
- 2018年：捉妖記2 聲演 笨笨

## 音樂錄像
| 上映年度 | 歌曲         | 主唱    | 備註 |
| -------- | ------------ | ------- | ---- |
| 2009     | 這就是愛嗎   | 容祖兒  |      |
| 2009     | 很忙         | 容祖兒  |      |
| 2013     | 每一次都是你 | J. Arie |      |
| 2013     | 問好(劇場版) | AGA     |      |
| 2014     | 瘋狂有時     | 張智霖  |      |

## 廣告
- 《Tempo洗衣機篇》(蔡瀚億憑此廣告奪得「2009 TVB 最受歡迎電視廣告大獎」的「最受歡迎男主角」獎)
- 《中國建設銀行亞洲》 （許鞍華執導）
- 《Now TV》
- 《Clariol x Hello Kitty》
- 《大家樂》
- 《GIORDANO WARM YOU UP JACKET》
- 《ROOM3 手機應用程式 愛的禮物 微電影 上下集》
- 《PANDORA iSQUARE 聖誕裝置 冬暖時光 微電影》
- 《珍寶冷氣》(連續兩年代言）

## 電影獎項
| 年份 | 劇名       | 頒獎典禮               | 獎項       | 結果 |
| ---- | ---------- | ---------------------- | ---------- | ---- |
| 2014 | 《狂舞派》 | 香港電影導演會年度大獎 | 最佳新演員 | 獲獎 |
| 2014 | 《狂舞派》 | 第33屆香港電影金像獎   | 最佳新演員 | 獲獎 |
| 2014 | 《狂舞派》 | 亞洲電影大獎           | 最佳新演員 | 提名 |
| 2014 | 《狂舞派》 | 2014年華語電影傳媒大獎 | 最佳新演員 | 提名 |

## 外部連結
- 蔡瀚億的Facebook專頁
- 蔡瀚億的Instagram帳戶
- 蔡瀚億的新浪微博
- 蔡瀚億在互联网电影资料库（IMDb）上的資料（英文）（英文）
- 蔡瀚億在香港影庫上的簡介
- 蔡瀚億在豆瓣上的资料（简体中文）
- 蔡瀚億在时光网上的簡介（简体中文）